# Задоно-Авиловский
Задо́но-Ави́ловский или Задонско-Авиловский — упразднённый хутор на территории современного Иловлинского района Волгоградской области России. Был расположен на реке Дон.
В разное время входил в юрт Сиротинской и Иловлинской станиц Второго Донского округа Области войска Донского.

## География и природа

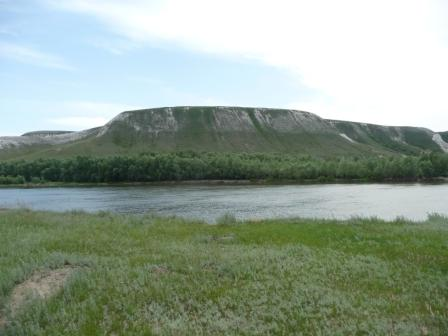
Плато Венцы в Сиротинско-Трехостровской излучине, у подножья которого находился хутор

Населённый пункт располагался в Большой излучине Дона, на правом берегу реки напротив впадения в неё Иловли. В настоящее время это территория природного парка «Донской».
В затоне у хутора единично наблюдается выхухоль, занесённая в красные книги России и области.

## История
В 1897 году в хуторе насчитывалось 34 двора. В этих дворах проживали 105 лиц мужского пола, в том числе 104 войскового сословия, а также один крестьянин; 96 женского пола — все войскового сословия. В хуторе 201 человек занимался земледелием.
По сведениям за 1915 год, в хуторе было 30 дворов (?), в них проживали 231 (вероятно, опечатка) лицо мужского пола и 243 (вероятно, опечатка) женского пола; земельное довольствие казаков хутора находилось в общем владении станицы.
В хуторе имелось правление, которое возглавлял выборный атаман. Хуторские атаманы: 1900—1903 гг. — казак Иван Николаевич Несынов, 1904 г. — урядник Иван Николаевич Несынов, 1905—1910 гг. — урядник Иван Глазков, 1911 г. — казак Федор Пешков, 1912—1913 гг. — урядник Василий Агапов, 1914—1916 гг. — казак И.Чекунов.
Обучение детей осуществляло приходское училище, в котором все дисциплины вела учительница А. Н. Филатова.
В хуторе находилась ветряная мельница.
Во время Гражданской войны в районе хуторе происходили бои, что нашло отражение в мемуарах белого офицера Александра Васильевича Голубинцева. «Одновременно с получением задания поступило сообщение, что противник, в составе нескольких рот пехоты, переправился через Дон у хут. Авилова-Задонскаго, в районе станицы Сиротинской. Для ликвидации красных у хут. Авилова, я отправил 30-й кон. полк с двумя орудиями, под общей командой полковника Красовскаго, в станицу Сиротинскую, а с остальными двумя полками и батареей, выполняя задачу, перешел в хут. Б. Улановский»:С. 128. «…4 октября [1919], находившийся на правом берегу Дона 30-й конный У.-Медведицкий полк, с 2 орудиями 14-й конной батареи, под общим командованием полковника Красовскаго, ликвидировал у хут. Авилова—Задонскаго переправившуюся группу красных, утопив роту пехоты и захватив в плен 1600 человек, пулеметы и обозы»:С. 131.
В период немецкой оккупации (см. Сталинградской битвы) всё население хутора было выселено в немецкий тыл для принудительных работ.

## Административно-территориальное деление
В 1928 году был создан Нижневолжский край. Иловлинский район входил в состав Камышинского округа края. По состоянию на 1928 год в районе находился З.-Авиловский сельсовет и населённый пункт III-й Авилов. В 1930 году округа были ликвидированы. В 1934 году Нижневолжский край был разделен на Саратовский край и Сталинградский край. Иловлинский район вошёл в состав последнего. В списках сельсоветов и населённых пунктов Иловлинского района за 1933 года Задоноавиловский значится в составе Задоно-авиловского сельсовета. В 1935 году Зд. Авиловский сельсовет был передан во вновь образованный Сиротинский район:С.111—117.
По списку населенных пунктов Сталинградского края за 1935 год в Cиротинском районе находился Д. Авиловский сельсовет с центром в хуторе Д.-Авиловский. При этом уже в 1936 году указаны привычные названия: Задоно-Авиловский сельсовет и населённый пункт Задоно-Авиловский. В 1936 году создана Сталинградская область, куда вошёл и Сиротинский район:С. 329—330.
В 1949 году Задоно-Авиловский сельсовет Сиротинского района был упразднен, а его территория была включена в состав Хлебенского сельского совета того же района. А уже в 1951 году ликвидировали и Сиротинский район Сталинградской области. Хутор Задоно-Авиловский вернулся в состав Иловлинского района в составе Хлебинского сельсовета.
В 1957 году в Иловлинском районе создавался новый совхоз «Трёхостровский». Совхозу были переданы земли бывших колхозов Трёх-Островского, Хлебенского и Акимовского сельских советов. В связи с этим объединены были и сельсоветы Трёх-Островской, Хлебенский и Акимовский Иловлинского района в один Трёхостровский поселковый Совет, действующий на правах сельского Совета, с центром в станице Трёх-Островской. В 1963 году произошло укрупнение районов Волгоградской области, в результате которого Трёх-Островской сельсовет был передан в состав Дубовского района. А уже в 1964 году хутор исключили из учётных данных как фактически не существующий, жители переселены в хутор Хлебный Трёхостровского сельсовета.

## Объекты археологического наследия
В 1950-х годах профессор Саратовского университета Иван Васильевич Синицын проводил на окраине хуторов Репин и Задоно-Авиловский Иловлинского района археологические раскопки. Тогда результаты исследований опубликованы не были, за исключением краткого упоминания в одной из статей результатов разведки на Репинской стоянке, материалы которой послужили одной из основ для выделения репинской культуры. В конце 1980-х годов Николай Михайлович Малов, опираясь на записи Синицына, возобновил поиски. В результате был найден и исследован могильник на северо-восточной окраине хутора. В 2008 году результаты всех исследований были подробно представлены в научной литературе.
Археологический объект многослойный. Нижний слой представляет собой древний могильник. Выше — слой поселения Срубной культуры, датированный вторым тысячелетием до нашей эры. Всего выявлено семь захоронений. Первые шесть были исследованы ещё Синицыным и относятся к энеолитическому времени. В погребении № 6, детском, найдены бусы — нанизанные пластины, вырезанные из двустворчатых речных раковин, которые характерны для захоронений Древнеямной культуры. Погребение № 7 открыто в процессе экспедиции 1989 года. Относится к финалу эпохи средней бронзы.
По позам сохранившихся костяков, наличию красной охры и раковинным дисковидным бусам, Задоно-Авиловский могильник относится ко времени существования хвалынской энеолитической культуры,
В отвалах земли предыдущих раскопок обнаружена керамика Катакомбной культуры.
Выявили семь захоронений. Шесть из них уже раскапывались ранее Синицыным И. В., седьмое — было неизвестно.